# Шлыков, Михаил Иванович
Михаил Иванович Шлы́ков (4 ноября 1892 — 10 июня 1986, Москва) — советский конструктор льноуборочных комбайнов.

## Биография
Инженер, доцент ВИСХОМ, с 1931 года руководитель группы льняных машин.
В 1932 году сконструировал один из первых советских льноуборочных комбайнов ЛК-2. На его основе в послевоенные годы были созданы высокопроизводительные комбайны ЛК-7.
С 1946 года на научной и преподавательской работе в МИМЭСХ (Московский институт механизации и электрификации сельского хозяйства, в 1963 переименован в Московский институт инженеров сельскохозяйственного производства (МИИСП). Одновременно в 1957—1961 годах профессор кафедры «Уборочные машины» МСХА имени К. А. Тимирязева.
Доктор технических наук (1949).
Умер в 1986 году. Похоронен на Ваганьковском кладбище (3 уч.).

## Награды и премии
- Сталинская премия второй степени (1948) — за создание льноуборочного комбайна «ЛК-7»

## Публикации
- «Льноуборочные машины», Отчет об испытаниях в 1933 г. / Инж. М. И. Шлыков; [Предисл.: проф. А. Б. Трейвас] ; НКТП СССР. Главсельмаш. Всес. науч.-иссл. ин-т с.-х. машиностроения ВИСХОМ. — Москва ; Ленинград : ОНТИ. Глав. ред. лит-ры по машиностроению и металлообработке, 1935
- «Льноуборочный комбайн ЛК-7», временная инструкция по применению и уходу / сост.: канд. техн. наук М. И. Шлыков ; М-во с.-х. машиностроения СССР. — Москва : тип. Оборонгиза, 1948
- «Льноуборочный комбайн ЛК-7», Теория, расчет, конструкция / М. И. Шлыков, д-р техн. наук, лауреат Сталинской премии. — Москва : Изд. и 1-я тип. Машгиза в Л., 1949
- «Льноуборочный комбайн ЛК-7», М. И. Шлыков, д-р техн. наук, лауреат Сталинской премии. — Москва : Гос. изд-во с.-х. лит., 1950 (Образцовая тип. им. Жданова) — (Учебники и учебные пособия для подготовки сельскохозяйственных кадров массовой квалификации)
- «Льноуборочный комбайн ЛК-7», М. И. Шлыков, проф. д-р. техн. наук лауреат Сталинской премии. — 2-е изд., испр. и доп. — Москва : Сельхозгиз, 1954 — (Учебники и учебные пособия для подготовки сельскохозяйственных кадров массовой квалификации).